# Yeti Airlines
Yeti Airlines Domestic Pvt. Ltd. (Йети Эйрлайнз, непальск. यति एअरलाइन्स) — авиакомпания в Непале, базирующаяся в Катманду. Вместе с дочерней авиакомпанией Tara Air является крупнейшим перевозчиком на внутренних авиалиниях Непала.

## История

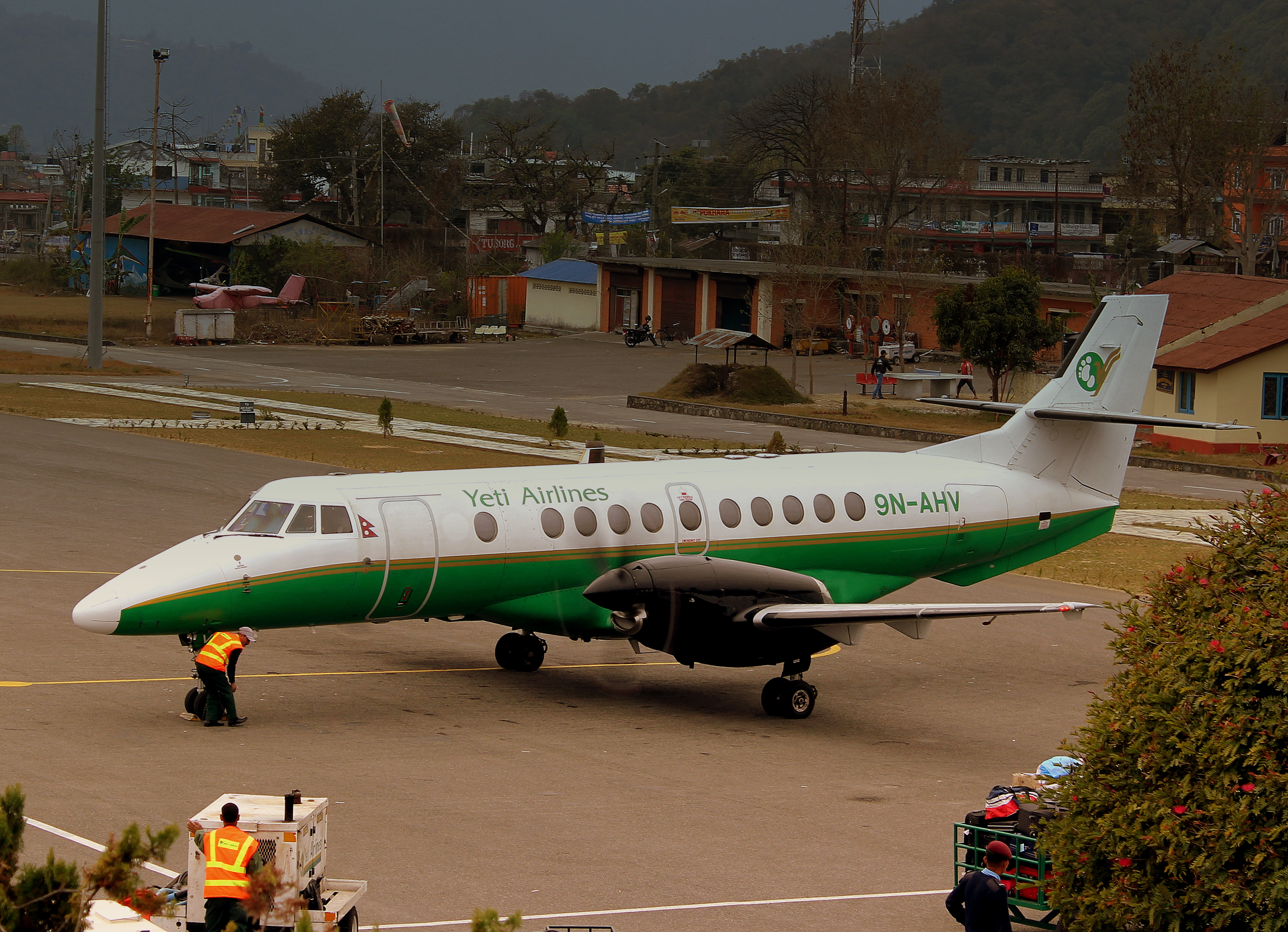
Самолёт Jetstream 41 авиакомпании Yeti Airlines

Yeti Airlines основана в 1998 году. Свою деятельность авиакомпания начала с эксплуатации двух самолётов De Havilland Canada DHC-6 Twin Otter. Позднее в состав флота Yeti Airlines вошли самолёты Dornier Do 228, Pilatus PC-6 и British Aerospace Jetstream 41.
C 2009 года Yeti Airlines эксплуатирует только самолеты BAe Jetstream 41 на рейсах между крупными городами Непала. Остальные самолёты и выполнявшиеся ими рейсы переданы дочерней авиакомпании Tara Air.

## Флот
По состоянию на 2023 год флот Yeti Airlines состоит из:
- 5 самолётов ATR 72-500

## География полётов
По состоянию на 2013 год Yeti Airlines выполняет рейсы в следующие города:
| Город      | Код (ИАТА) | Аэропорт                                | Примечания |
| ---------- | ---------- | --------------------------------------- | ---------- |
| Катманду   | (KTM)      | Международный аэропорт имени Трибхувана | хаб        |
| Бхадрапур  | (BDP)      | Аэропорт Бхадрапура                     |            |
| Бхаирахава | (BWA)      | Аэропорт Гаутам Будда                   |            |
| Бхаратпур  | (BHR)      | Аэропорт Бхаратпура                     |            |
| Биратнагар | (BIR)      | Аэропорт Биратнагара                    |            |
| Дхангадхи  | (DHI)      | Аэропорт Дхангадхи                      |            |
| Джанакпур  | (JKR)      | Аэропорт Джанакпура                     |            |
| Непалгандж | (KEP)      | аэропорт Непалгандж                     |            |
| Покхара    | (PKR)      | Аэропорт Покхары                        |            |
| Тимлингтар | (TMI)      | Аэропорт Тумлингтар                     |            |

Также авиакомпания выполняет экскурсионные полёты вокруг Эвереста.

## Авиационные происшествия и катастрофы
- 25 мая 2004 года — самолёт DHC-6 Twin Otter, бортовой номер 9N-AFD, выполнявший грузовой рейс 117, разбился при заходе на посадку в аэропорт города Лукла в сложных метеоусловиях. Экипаж из трёх человек погиб[3].
- 21 июня 2006 года — самолёт DHC-6 Twin Otter, бортовой номер 9N-AEQ, разбился в районе аэропорта города Джумла при попытке ухода на второй круг. Погибли 6 пассажиров и 3 члена экипажа[4].
- 8 октября 2008 года — самолёт DHC-6 Twin Otter, бортовой номер 9N-AFE, выполнявший рейс 103[англ.], в сложных метеоусловиях врезался в гору во время захода на посадку в аэропорт города Лукла. В этой катастрофе погибли 18 пассажиров и 2 члена экипажа, в живых остался только командир Сурендра Кунвар (Surendra Kunwar)[5].
- Катастрофа DHC-6 в Мустанге. 29 мая 2022 года разбился борт номер 9N-AET, выполнявший рейс из Покхары в Джомсом (выполнялся Tara Air). На борту находилось 23 человека.
- Катастрофа ATR 72 в Покхаре. 15 января 2023 года борт номер 9N-ANC, выполнявший рейс из аэропорта города Катманду в Покхару, разбился при посадке близ Гарипатана, Каски. На борту находились 68 пассажиров и 4 члена экипажа, все погибли.